# Fabrizio Barbazza
Pour les articles homonymes, voir Barbazza.
Fabrizio Barbazza est un ancien pilote automobile italien né le 2 avril 1963 à Monza en Italie.

## Biographie
Issu des rangs de la Formule Monza, où il a commencé à courir en 1982, puis auteur de deux saisons dans le championnat d'Italie de Formule 3, Barbazza s'est révélé en émigrant avec succès aux États-Unis. En 1986, pour sa première année dans la discipline, il remporte le championnat American Racing Series, ancêtre de l'Indy Lights et antichambre du CART. En 1987, Barbazza accède au CART et fait sensation en terminant 3e des 500 miles d'Indianapolis (ce qui lui vaut d'être élu rookie of the year).
À partir de 1990, Barbazza retourne en Europe, d'abord pour participer au championnat de Formule 3000, puis au championnat du monde de Formule 1 1991 au sein de la petite équipe française AGS. Mais sa première approche de la F1 se solde par une série de non-qualification. Ce n'est qu'en 1993, chez Minardi, qu'il reçoit une deuxième chance et dispute enfin ses premiers Grand Prix. Avec deux sixièmes places consécutives en début de saison (à Donington puis à Imola), il s'affirme comme un pilote payant au niveau plus que correct, mais perd son volant à la mi-saison, à court de budget.
Sans nouvelle proposition en Formule 1, il retourne aux États-Unis, où il dispute notamment le championnat d'Endurance IMSA. C'est là qu'il est victime le 30 avril 1995 sur le circuit de Road Atlanta d'un très grave accident, qui le laisse plusieurs semaines dans le coma. Bien que parfaitement remis de son accident au terme d'une longue convalescence, il préfère mettre un terme à sa carrière.

## Résultats en championnat du monde de Formule 1
| Saison | Écurie          | Châssis    | Moteur      | Pneus    | GP disputés | Points inscrits | Classement |
| ------ | --------------- | ---------- | ----------- | -------- | ----------- | --------------- | ---------- |
| 1991   | AGS Racing      | JH25B JH27 | Cosworth V8 | Goodyear | 0           | 0               | n.c.       |
| 1993   | Minardi F1 Team | M193       | Cosworth V8 | Goodyear | 8           | 2               | 17e        |

## Palmarès
- Champion de l'American Racing Series en 1986
- Rookie of the year des 500 miles d'Indianapolis 1987